# Burcu Kebiç
Burcu Kebiç (ur. 10 kwietnia 1990) – turecka zapaśniczka walcząca w stylu wolnym. Zajęła jedenaste miejsce na mistrzostwach świata w 2012. Piąta na mistrzostwach Europy w 2008, 2012 i 2014. Dwunasta na Uniwersjadzie w 2013. Srebrna medalistka igrzysk śródziemnomorskich w 2013, a także igrzysk Solidarności Islamskiej w 2017. Mistrzyni śródziemnomorska w 2010, 2011 i 2012 roku.